# 皇族費
皇族費（こうぞくひ）とは皇族としての品位保持の資に充てるためのもので，各宮家の皇族に対し年額により支出される。皇族費の定額は法律により定められ、平成28年度は3,050万円。これは各皇族ごとに皇族費を算出する基礎となる額で平成28年度の皇族費の総額は，2億2,997万円。皇族費として支出されたものは各皇族の御手元金となる（皇室経済法第6条，皇室経済法施行法第8条）。
なお、皇族費には皇族が初めて独立の生計を営む際に一時金として支出されるものと皇族がその身分を離れる際に一時金として支出されるものもある（皇室経済法第6条）。小室眞子（旧・眞子内親王）は一時金を受け取らずに結婚した初の皇族として話題になった。

## 内訳
皇室経済法第六条 　皇族費は、皇族としての品位保持の資に充てるために、年額により毎年支出するもの及び皇族が初めて独立の生計を営む際に一時金額により支出するもの並びに皇族であつた者としての品位保持の資に充てるために、皇族が皇室典範の定めるところによりその身分を離れる際に一時金額により支出するものとする。その年額又は一時金額は、別に法律で定める定額に基いて、これを算出する。
同第2項 　前項の場合において、皇族が初めて独立の生計を営むことの認定は、皇室経済会議の議を経ることを要する。
同第3項 　年額による皇族費は、左の各号並びに第四項及び第五項の規定により算出する額とし、第四条第一項に規定する皇族以外の各皇族に対し、毎年これを支出するものとする。

### 算出（皇室経済法第6条第3項）
1. 独立の生計を営む親王及び、夫を失つて独立の生計を営む親王妃（定額）
2. 前号の親王の妃及び独立の生計を営む内親王（定額の2分の1相当額）
3. 独立の生計を営まない親王、その妃及び内親王(成年)（定額の10分の3相当額）
4. 独立の生計を営まない親王、その妃及び内親王(未成年)（定額の10分の1相当額）
5. 独立の生計を営む王及び、夫を失つて独立の生計を営む王妃（前各号の親王、その妃及び内親王に準じて算出した額〈定額〉の10分の7に相当する額の金額。即ち、定額の10分の7相当額）
6. 前号の王の妃及び独立の生計を営む女王（前各号の親王、その妃及び内親王に準じて算出した額〈定額の2分の1〉の10分の7に相当する額の金額。即ち、定額の20分の7相当額）
7. 独立の生計を営まない王、その妃及び女王(成年)（前各号の親王、その妃及び内親王に準じて算出した額〈定額の10分の3〉の10分の7に相当する額の金額。即ち、定額の100分の21相当額）
8. 独立の生計を営まない王、その妃及び女王(未成年)（前各号の親王、その妃及び内親王に準じて算出した額〈定額の10分の1〉の10分の7に相当する額の金額。即ち、定額の100分の7相当額）

|                   | 上記1        | 上記2     | 上記3   | 上記4   | 上記5     | 上記6        | 上記7        | 上記8      | 計              | 計              |
| お一方 あたり年額 | 3,050万円    | 1,525万円 | 915万円 | 305万円 | 2,135万円 | 1,067万5千円 | 640万5千円   | 213万5千円 | 計              | 計              |
| ----------------- | ------------ | --------- | ------- | ------- | --------- | ------------ | ------------ | ---------- | --------------- | --------------- |
| 秋篠宮家          | 9,150万円    | 1,525万円 | 915万円 | 305万円 |           |              |              |            | 1億1,895万円    | 1億1,895万円    |
| 常陸宮家          | 3,050万円    | 1,525万円 |         |         |           |              |              |            | 4,575万円       | 4,575万円       |
| 三笠宮家          | 3,050万円    |           |         |         |           |              |              |            | 3,050万円       | 5,856万円       |
| 三笠宮家          |              | 1,525万円 |         |         |           |              | 1,281万円    |            | 2,806万円       | 5,856万円       |
| 高円宮家          | 3,050万円    |           |         |         |           |              | 640万5千円   |            | 3,690万5千円    | 3,690万5千円    |
| 合計              | 1億8,300万円 | 4,575万円 | 915万円 | 305万円 | 0円       | 0円          | 1,921万5千円 | 0円        | 2億6,016万5千円 | 2億6,016万5千円 |

## その他
皇室経済法第4条　摂政たる皇族に対しては、その在任中は、定額の三倍に相当する額の金額とする。
同第5条　同一人が二以上の身分を有するときは、その年額中の多額のものによる。
同第6条　皇族が初めて独立の生計を営む際に支出する一時金額による皇族費は、独立の生計を営む皇族について算出する年額の二倍に相当する額の金額とする。
同第7条　皇族がその身分を離れる際に支出する一時金額による皇族費は、左の各号に掲げる額を超えない範囲内において、皇室経済会議の議を経て定める金額とする。
- 一 　皇室典範第十一条 、第十二条及び第十四条の規定により皇族の身分を離れる者については、独立の生計を営む皇族について算出する年額の十倍に相当する額
- 二 　皇室典範第十三条 の規定により皇族の身分を離れる者については、第三項及び第五項の規定により算出する年額の十倍に相当する額。この場合において、成年に達した皇族は、独立の生計を営む皇族とみなす。

同第8条第4条第二項の規定は、皇族費として支出されたものに、これを準用する。
同第9条　第4条第三項及び第四項の規定は、第一項の定額に、これを準用する。
天皇の退位等に関する皇室典範特例法附則第6条　第二条の規定による皇位の継承に伴い皇嗣となった皇族に対しては、皇室経済法第六条第三項第一号の規定にかかわらず、同条第一項の皇族費のうち年額によるものとして、同項の定額の三倍に相当する額の金額を毎年支出するものとする。

## 皇室経済会議
皇室経済に関する重要な事項の審議に当たるため、合議体の皇室経済会議が設置される。同会議の議員は、衆議院及び参議院の議長及び副議長、内閣総理大臣、財務大臣、宮内庁の長並びに会計検査院の長の8人。議長は内閣総理大臣。
皇室経済会議の主要な職務は次のとおり。
- 皇族が独立の生計を営むことの認定
- 皇族がその身分を離れる際に支出する一時金額による皇族費の金額決定
- 内廷費・皇族費の定額の変更の必要を認める旨の意見の提出

### 現在の議員
|  | 氏名       | 職名         | 生年月日（年齢）       | 備考 |
|  | ---------- | ------------ | ---------------------- | ---- |
|  | 額賀福志郎 | 衆議院議長   | 1944年1月11日（81歳）  |      |
|  | 玄葉光一郎 | 衆議院副議長 | 1964年5月20日（60歳）  |      |
|  | 関口昌一   | 参議院議長   | 1953年6月4日（71歳）   |      |
|  | 長浜博行   | 参議院副議長 | 1958年10月20日（66歳） |      |
|  | 石破茂     | 内閣総理大臣 | 1957年2月4日（68歳）   | 議長 |
|  | 加藤勝信   | 財務大臣     | 1955年11月22日（69歳） |      |
|  | 西村泰彦   | 宮内庁長官   | 1955年6月29日（69歳）  |      |
|  | 田中弥生   | 会計検査院長 | 1960年3月20日（64歳）  |      |

- 2024年（令和6年）11月15日現在[3]